# Долішня Василиця
Долішня Васили́ця (болг. Долна Василица) — село в Софійській області Болгарії. Входить до складу общини Костенець.

## Населення
За даними перепису населення 2011 року у селі проживала 1 особа.
Розподіл населення за віком у 2011 році:
Динаміка населення: